# Équipe de Belgique de football en 1921
Maillots
Chronologie
Saison précédente Saison suivante
L'équipe de Belgique de football dispute cinq matchs en 1921 mais ne remporte qu'une seule victoire. Après son excellente année 1920, qui a notamment vu les Diables Rouges s'imposer lors du tournoi olympique, la sélection connaît plus de difficultés. Elle fut sans doute davantage attendue par ses adversaires, comme les Anglais qui n'enverront désormais contre l'équipe belge plus que leur équipe professionnelle.

## Résumé de la saison

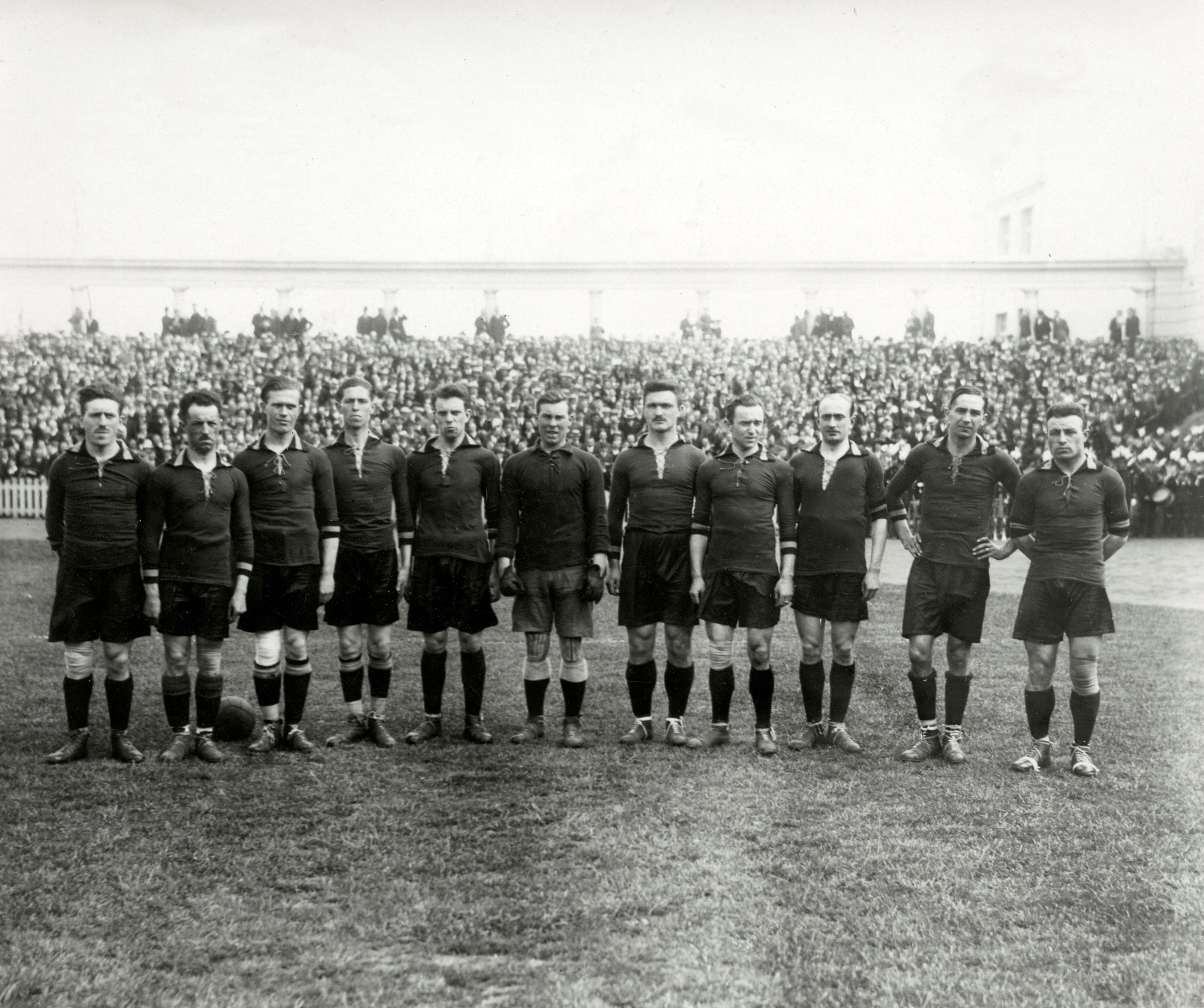
L'équipe belge au Stade olympique d'Anvers, le 15 mai 1921- face aux Pays-Bas.

En lever de rideau de la saison, l'équipe de Belgique de football accueille la France le 6 mars 1921 dans les toutes nouvelles installations de l'Union Saint-Gilloise à Forest et s'impose (3-1).
Sur le plan de la popularité, l'âge d'or débute puisque 20 000 personnes étaient présentes sur La Butte ce jour-là, il y en aurait bientôt 30 000 contre la Hollande à Anvers puis 25 000 face à l'Angleterre au Daring. Le titre olympique conquis l'année précédente provoque un engouement sans précédent auprès du public. Il va cependant s'avérer beaucoup plus difficile à porter sur le plan sportif car la victoire sur Les Bleus sera suivie cette année-là d'un nul et trois défaites, un bilan à peine meilleur un an plus tard.
Le premier match de l'année fut disputé en début d'année sur La Butte, à l'occasion de la traditionnelle rencontre du Mardi gras face à la sélection officieuse hollandaise des Zwaluwen (nl). Il est remporté par la Belgique sur le score de 2 buts à 0. La tradition de cette rencontre remonte à l'origine avant la Première Guerre mondiale, lorsque l'équipe haguenoise de H.B.S. avait pris l'habitude de rencontrer en cette période festive une sélection bruxelloise ou belge en préambule aux habituelles doubles confrontations entre les Pays-Bas et la Belgique. Ces parties non officielles servaient en quelque sorte d'entraînement et la fédération néerlandaise ne rechignait d'ailleurs pas à prêter l'un ou l'autre de ses internationaux à H.B.S. pour l'occasion. Le flambeau fut repris plus tard par les Zwaluwen, l'équipe B néerlandaise officieuse, et la tradition reprenait cette année-là pleinement ses droits. Elle allait perdurer jusqu'aux années 1950.
Le 5 mai, les belges reçoivent l'Italie à Anvers, pour la revanche du match polémique de Turin sept ans auparavant. Ils s'inclinent à nouveau (2-3) après avoir pourtant mené (2-0).
Dix jours plus tard, ce sont les Pays-Bas qui viennent en visite au Stade olympique, le 15 mai, pour y disputer la traditionnelle Coupe Van den Abeele. Le trophée ne sera toutefois pas attribué pour la seconde fois de son histoire, la partie se terminant sur un partage (1-1),.
Une troisième rencontre se joue en mai, le 21 mai à Molenbeek-Saint-Jean, face aux professionnels anglais qui ont effectué le déplacement pour la première fois. La Belgique perd le match (0-2) mais sans avoir à rougir en regard de certaines confrontations précédentes face aux amateurs, n'encaissant que deux petits buts, un lors de chacune des deux mi-temps.
L'année se clôt pour les Diables Rouges par un voyage en Espagne pour y rencontrer la Roja à Bilbao dans la mythique Catedral del fútbol, le Stade San Mamés. Ils n'y renouvellent malheureusement pas leur exploit des Jeux olympiques et doivent s'avouer vaincus (2-0) sur un doublé de Paulino Alcántara, le plus jeune et le deuxième meilleur buteur, derrière Lionel Messi, de l'histoire du FC Barcelone avec 369 réalisations en 357 matchs,.

## Les matchs
| Match amical                                                 | Belgique                              | 3 - 1   | France       | Stade du Parc Duden Forest, Belgique              |                                                   |
| 6 mars 1921 · 15:00 heure locale · Historique des rencontres | Bragard 52e 75e · Van Hege 60e (pen.) | (0 – 0) | Devaquez 63e | Spectateurs : 20 000 Arbitrage : Johannes Mutters | Spectateurs : 20 000 Arbitrage : Johannes Mutters |
| 6 mars 1921 · 15:00 heure locale · Historique des rencontres | Rapport                               |         |              | Spectateurs : 20 000 Arbitrage : Johannes Mutters | Spectateurs : 20 000 Arbitrage : Johannes Mutters |

| Match amical                                                | Belgique                 | 2 - 3   | Italie                                                   | Stade olympique Anvers, Belgique                 |                                                  |
| 5 mai 1921 · 15:00 heure locale · Historique des rencontres | Larnoe 38e · Bragard 62e | (1 – 0) | Ferraris 70e · Forlivesi (it) 81e · Migliavacca (it) 90e | Spectateurs : 12 000 Arbitrage : Edmond Gérardin | Spectateurs : 12 000 Arbitrage : Edmond Gérardin |
| 5 mai 1921 · 15:00 heure locale · Historique des rencontres | Rapport                  |         |                                                          | Spectateurs : 12 000 Arbitrage : Edmond Gérardin | Spectateurs : 12 000 Arbitrage : Edmond Gérardin |

| Match amical Coupe Van den Abeele                            | Belgique    | 1 - 1   | Pays-Bas         | Stade olympique Anvers, Belgique                 |                                                  |
| 15 mai 1921 · 15:00 heure locale · Historique des rencontres | Bragard 49e | (0 – 0) | Kessler (nl) 60e | Spectateurs : 30 000 Arbitrage : Charles Barette | Spectateurs : 30 000 Arbitrage : Charles Barette |
| 15 mai 1921 · 15:00 heure locale · Historique des rencontres | Rapport     |         |                  | Spectateurs : 30 000 Arbitrage : Charles Barette | Spectateurs : 30 000 Arbitrage : Charles Barette |

| Match amical                                                 | Belgique | 0 - 2   | Angleterre                | Stade du Daring Molenbeek-Saint-Jean, Belgique    |                                                   |
| 21 mai 1921 · 17:00 heure locale · Historique des rencontres |          | (0 – 1) | Buchan 33e · Chambers 76e | Spectateurs : 25 000 Arbitrage : Johannes Mutters | Spectateurs : 25 000 Arbitrage : Johannes Mutters |
| 21 mai 1921 · 17:00 heure locale · Historique des rencontres | Rapport  |         |                           | Spectateurs : 25 000 Arbitrage : Johannes Mutters | Spectateurs : 25 000 Arbitrage : Johannes Mutters |

Note : Première rencontre officielle entre les deux nations.
| Match amical                                                    | Espagne           | 2 - 0   | Belgique | Estadio de San Mamés Bilbao, Espagne          |                                               |
| 9 octobre 1921 · 16:00 heure locale · Historique des rencontres | Alcántara 50e 75e | (0 – 0) |          | Spectateurs : 20 000 Arbitrage : Jorge Vieira | Spectateurs : 20 000 Arbitrage : Jorge Vieira |
| 9 octobre 1921 · 16:00 heure locale · Historique des rencontres | Rapport           |         |          | Spectateurs : 20 000 Arbitrage : Jorge Vieira | Spectateurs : 20 000 Arbitrage : Jorge Vieira |

## Les joueurs
| Joueurs                 | Joueurs                  | Amical | Amical | Amical | Amical | Amical |
| ----------------------- | ------------------------ | ------ | ------ | ------ | ------ | ------ |
| Gardiens de but         |                          |        |        |        |        |        |
| Jean De Bie             | Racing Club de Bruxelles | 90     | 90     | 90     | 90     | 90     |
| Défenseurs              |                          |        |        |        |        |        |
| Armand Swartenbroeks    | Daring Club de Bruxelles | 90     | 90     | 90     | 90     |        |
| Oscar Verbeeck          | Union Saint-Gilloise     | 90     |        | 90     | 90     | 90     |
| Léopold De Groof        | Royal Antwerp FC         |        | 90     |        |        | 90     |
| Milieux                 |                          |        |        |        |        |        |
| François Moucheron      | Daring Club de Bruxelles | 90     | 90     | 90     |        |        |
| André Fierens           | Beerschot AC             | 90     |        | 90     | 90     | 90     |
| Joseph Musch            | Union Saint-Gilloise     | 90     |        | 90     | 90     |        |
| Joseph Augustus         | Royal Antwerp FC         |        | 90     |        |        |        |
| Florimond Vanhalme      | CS Brugeois              |        | 90     |        |        |        |
| Pierre Verhoeven        | Uccle Sport              |        | 90,    |        |        |        |
| Guillaume Vanden Houten | Racing Club de Bruxelles |        |        |        | 90,    |        |
| Émile Hanse             | Union Saint-Gilloise     |        |        |        |        | 90     |
| Jacques Van De Velde    | TSV Lyra                 |        |        |        |        | 90     |
| Attaquants              |                          |        |        |        |        |        |
| Louis Van Hege          | Union Saint-Gilloise     | 90     |        | 90     | 90     |        |
| Ivan Thijs              | Beerschot AC             | 90     |        |        |        |        |
| Mathieu Bragard         | CS Verviétois            | 90     | 90     | 90     |        | 90     |
| Henri Larnoe            | Beerschot AC             | 90     | 90     | 90     | 90     | 90     |
| Désiré Bastin           | Royal Antwerp FC         | 90     |        |        |        | 90     |
| François Dogaer         | Racing Club de Malines   |        | 90     |        | 90     |        |
| Georges Michel          | Léopold Football Club    |        | 90     | 90     | 90     |        |
| Robert Coppée           | Union Saint-Gilloise     |        |        | 90     | 90     | 90     |
| Fernand Wertz           | Royal Antwerp FC         |        |        |        |        | 90     |

1. 1 2 3 4 5 6 7 8  Première sélection officielle pour le joueur.
2. 1 2 3 4 5 6  Dernière sélection officielle pour le joueur.

## Sources